# Anomala
Anomala Samouelle, 1819 è un genere di coleotteri della famiglia Scarabaeidae.

## Descrizione

### Adulto

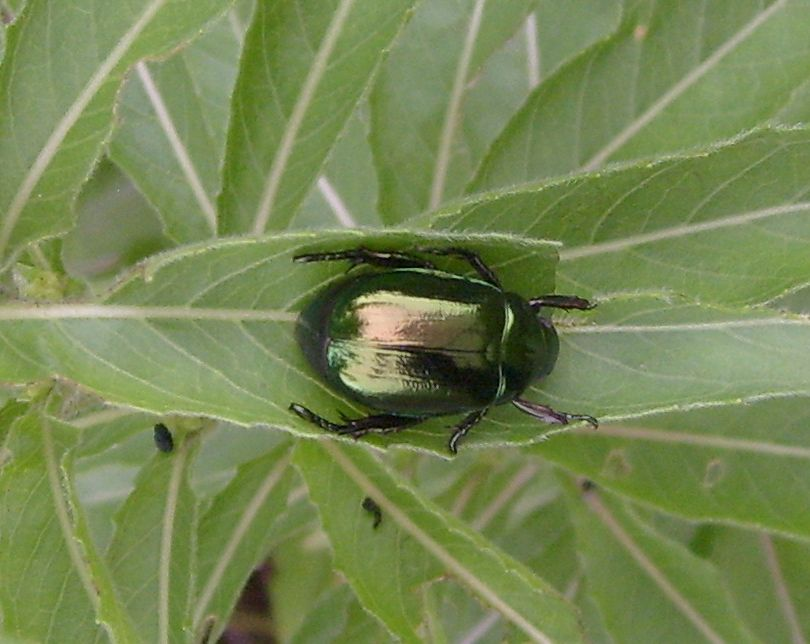
A. mongolica.

Le specie appartenenti al genere Anomala, sono di forma ovale e, in generale, le loro dimensioni non superano i 15-20 mm. La testa è di dimensioni medie e presenta due antenne corte. Il torace è di medie dimensioni e ad esso si attaccano le zampe, che sono di media lunghezza e permettono un solido appiglio ai tronchi o agli steli, e i muscoli delle ali; la presenza di pubescenza è indicativa della specie. Il pronoto, la parte dorsale sopra il torace, presenta una colorazione che, come la colorazione delle elitre, varia a seconda della specie. L'addome infine, non è coperto di peluria, ed è la parte più grande dell'insetto.

### Larva
Le larve hanno l'aspetto di grossi vermi a forma di C. Le zampe sono sclerificate, quasi atrofizzate per facilitare il movimento dell'insetto nel terreno. La testa è dello stesso colore delle zampe e presenta un paio di possenti mandibole che sono impiegate per frantumare le radici delle piante. Lungo tutto il corpo (che presenta una colorazione biancastra) sui fianchi le larve presentano dei fori chitinosi che costituiscono l'apparato respiratorio. L'addome contiene il tubo digerente, forse l'organo più grande, che è, per tutto il periodo larvale, sempre ricolmo di grandi quantità di cibo.

## Biologia

### Habitat e bionomia

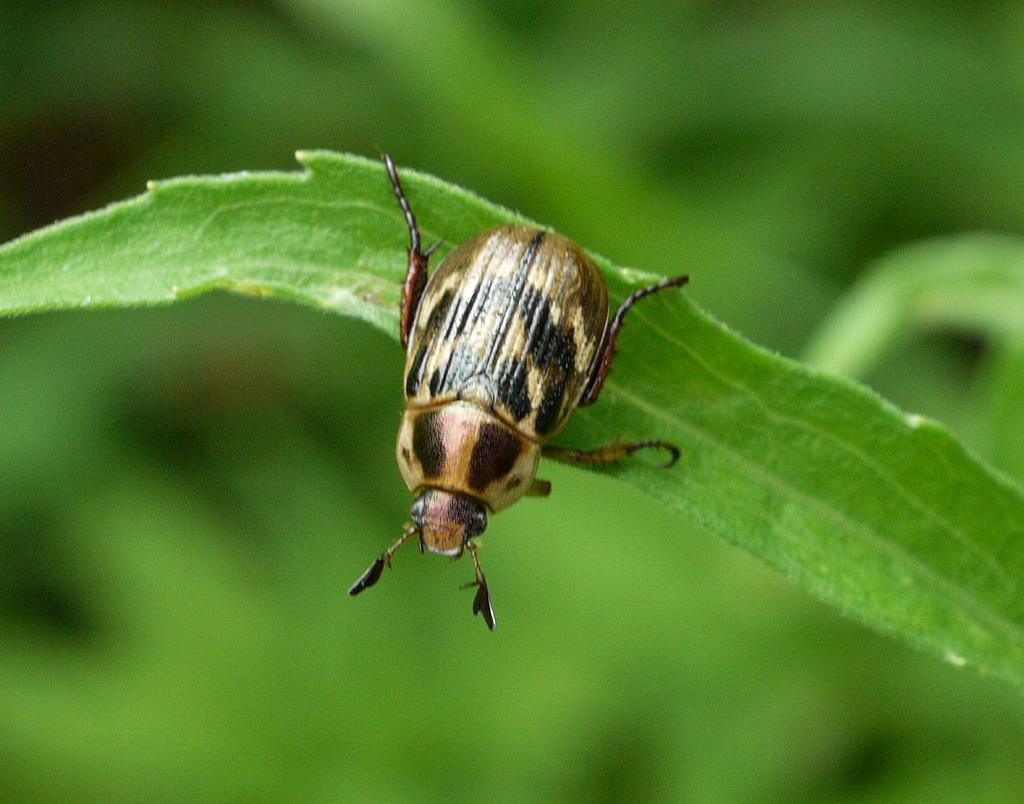
Anomala orientalis.

L'habitat delle specie appartenenti al genere Anomala varia a seconda della specie, così come il periodo di apparizione. Esistono inoltre specie, come Anomala dubia che volano durante le ore più calde della giornata altre che volano al crepuscolo, come Anomala ausonia. Generalmente gli adulti si nutrono delle foglie e li steli delle piante.

### Importanza agraria
Un comportamento che li accomuna è che la maggior parte delle larve di queste specie si nutrono di radici di erbe divenendo un parassita in molte aree dove si insediano. Una specie degna di nota è Anomala orientalis, che è stata introdotta in Nord America e da allora è diventato uno dei parassiti principali in diversi stati mittel-atlantici. In molte aree a vocazione vinicola diviene interessante l'Anomala vitis, in quanto rappresenta un'avversità minore della vite, e le eventuali tattiche di contrasto e/o contenimento che la riguardano. Comunque il danno è limitato in quanto il numero di questi insetti non è elevatissimo.

## Tassonomia

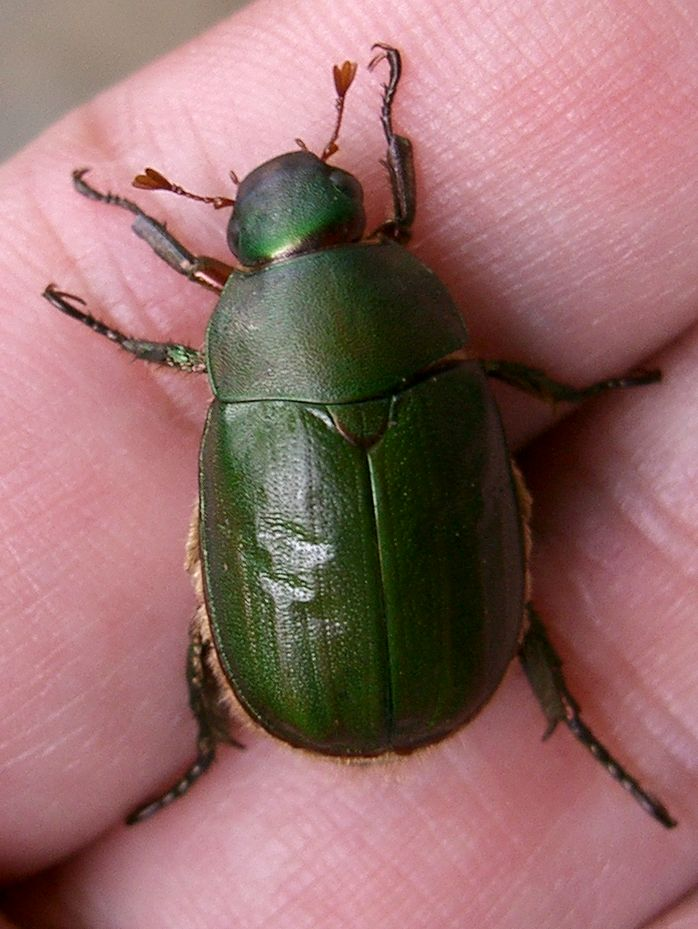
Anomala albopilosa.

In Europa sono presenti le seguenti specie:
- Anomala ausonia (Erichson 1847);
- Anomala devota (Rossius 1790);
- Anomala dubia (Scopoli 1763);
- Anomala errans (Fabricius 1775);
- Anomala matzenaueri (Reitter 1918);
- Anomala osmanlis (Blanchard 1850);
- Anomala quadripunctata (Olivier 1789);
- Anomala solida (Erichson 1847);
- Anomala vitis (Fabricius 1775).

## Distribuzione e habitat
Il genere Anomala è reperibile in tutto il mondo, a causa anche degli spostamenti umani. Predilige ambienti che favoriscano la presenza del nutrimento delle larve e varia a seconda della specie.

## Galleria d'immagini

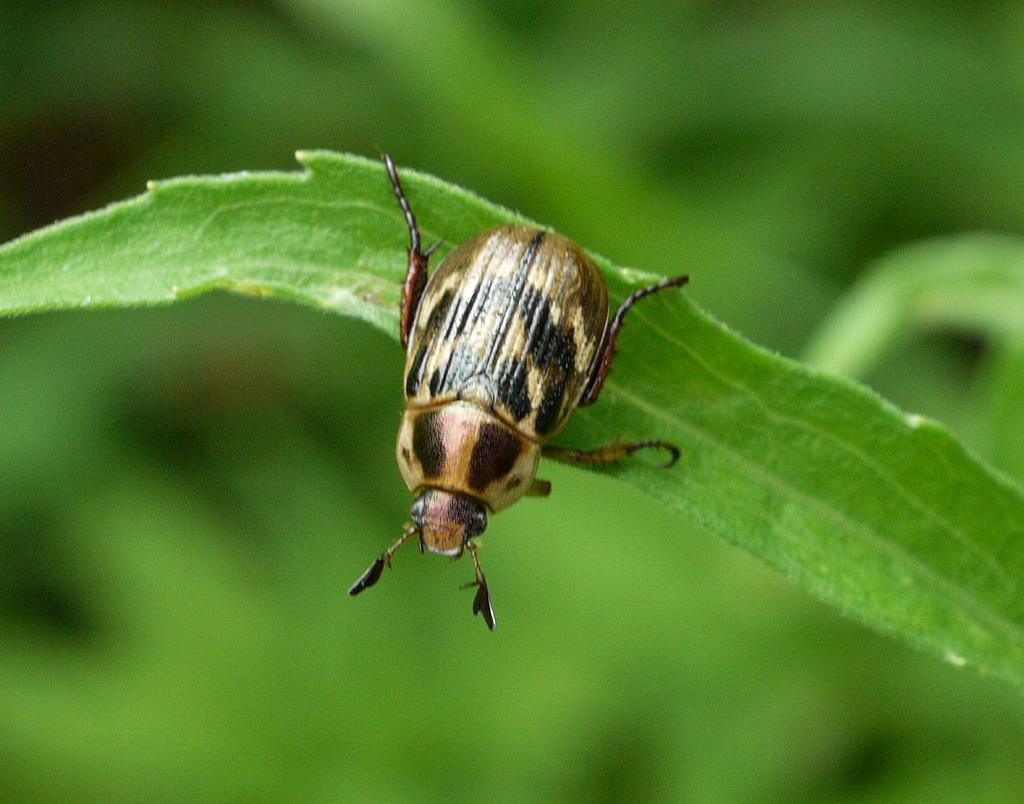
Anomala orientalis
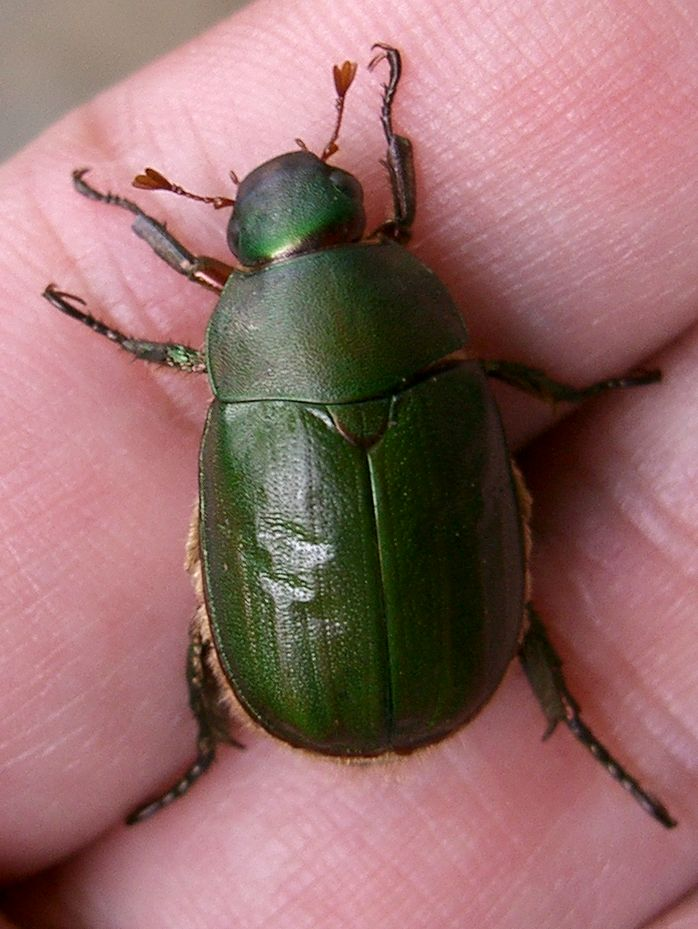
Anomala albopillosa
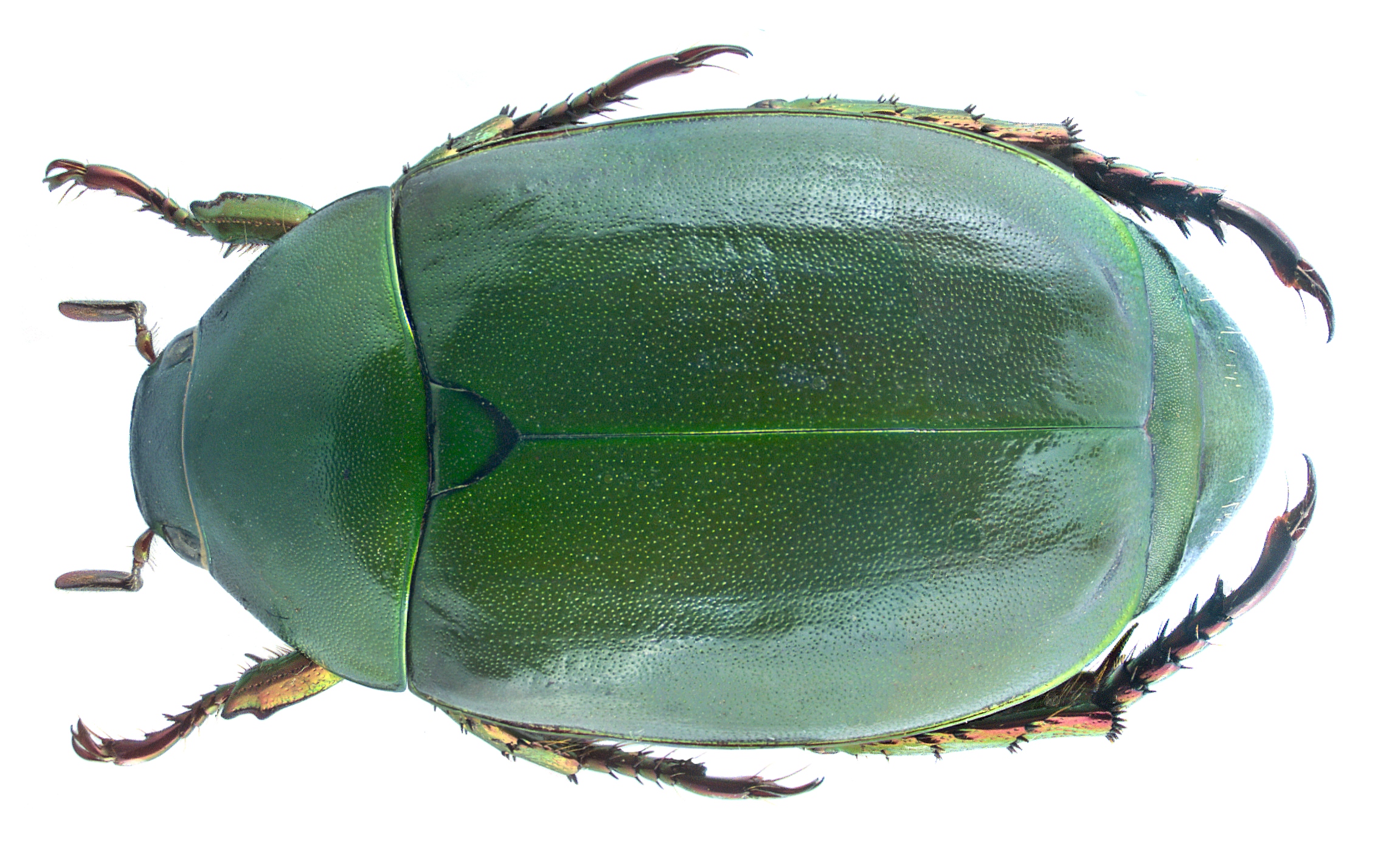
Anomala cupripes
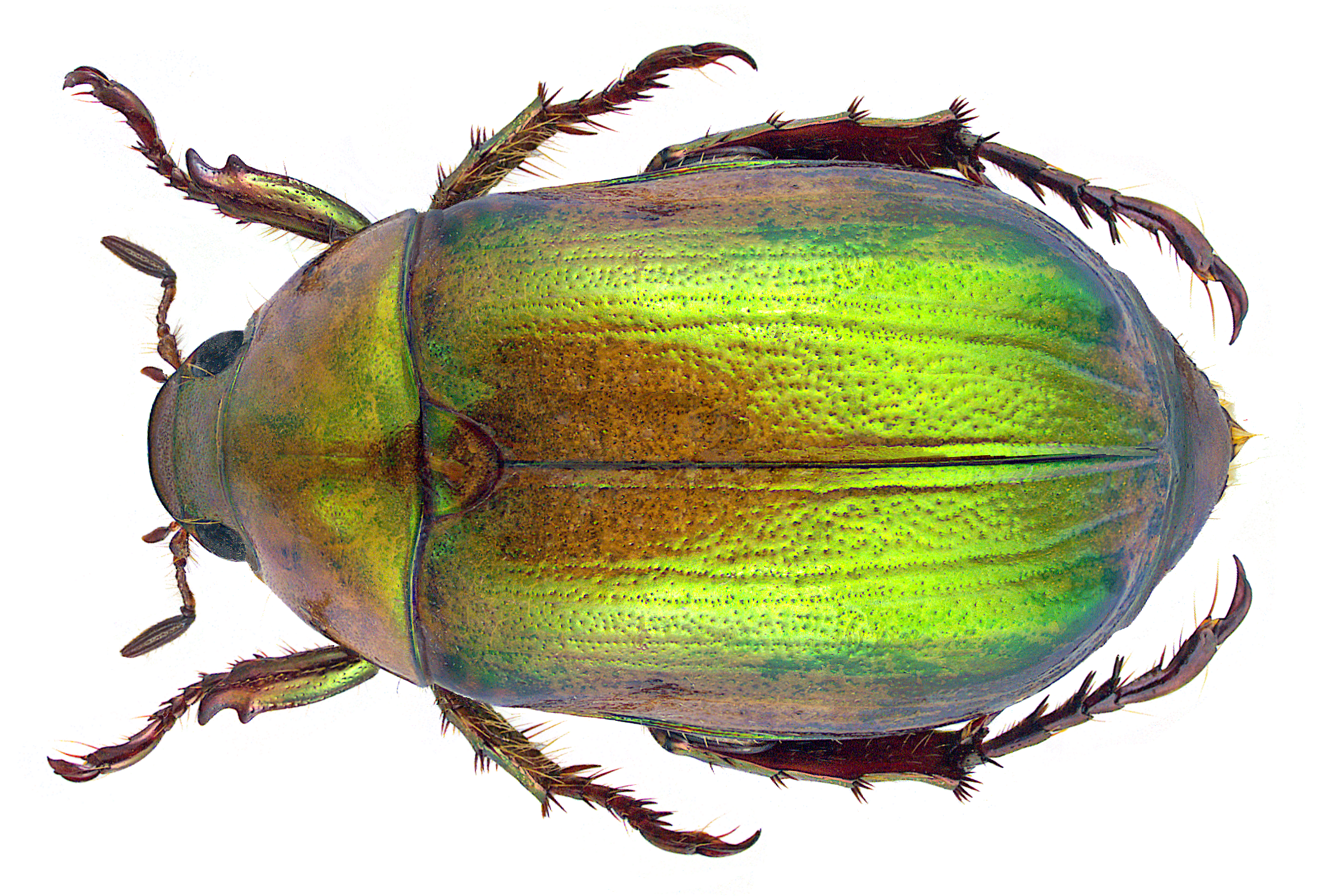
Anomala praecoxalis
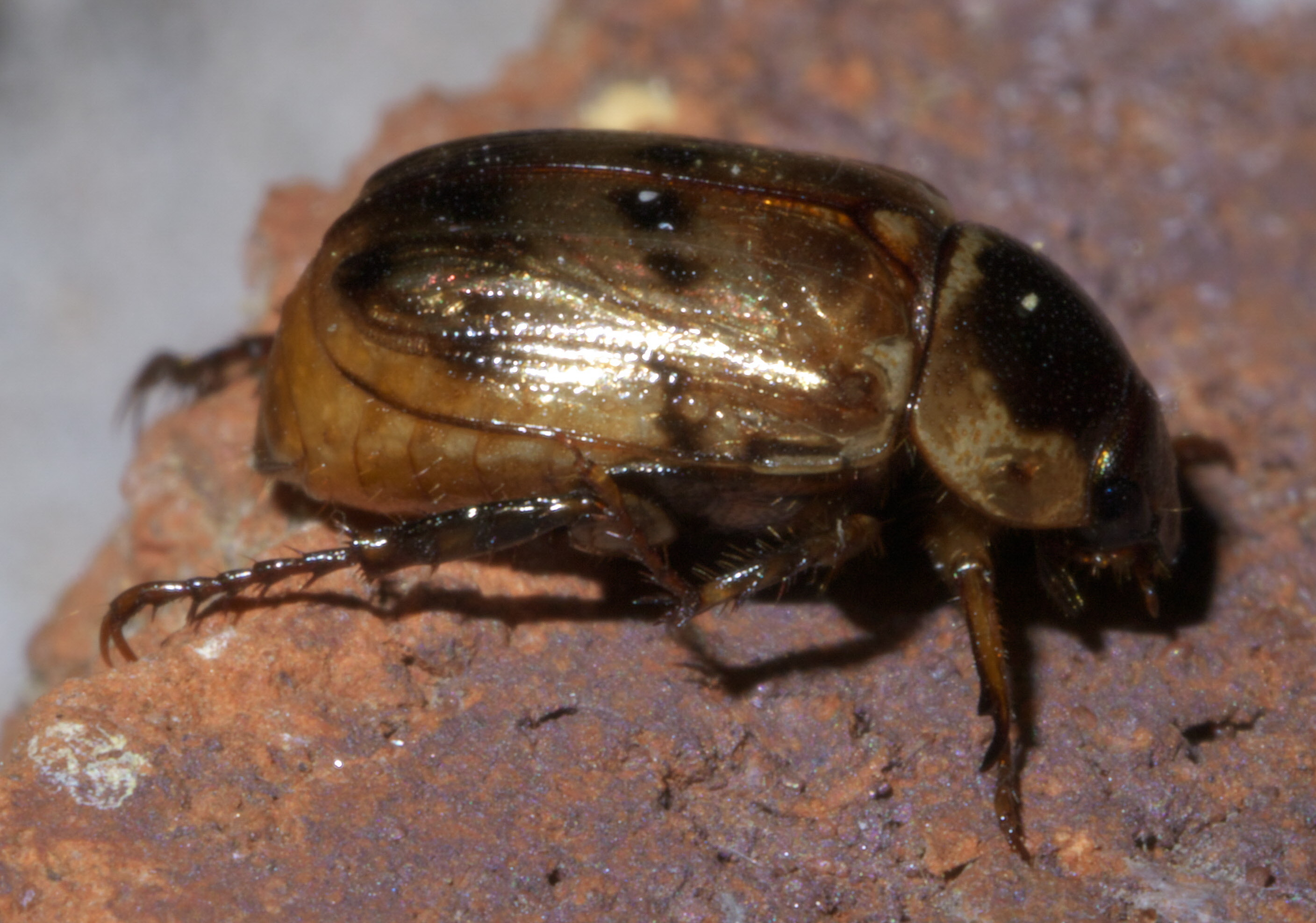
Anomala innuba
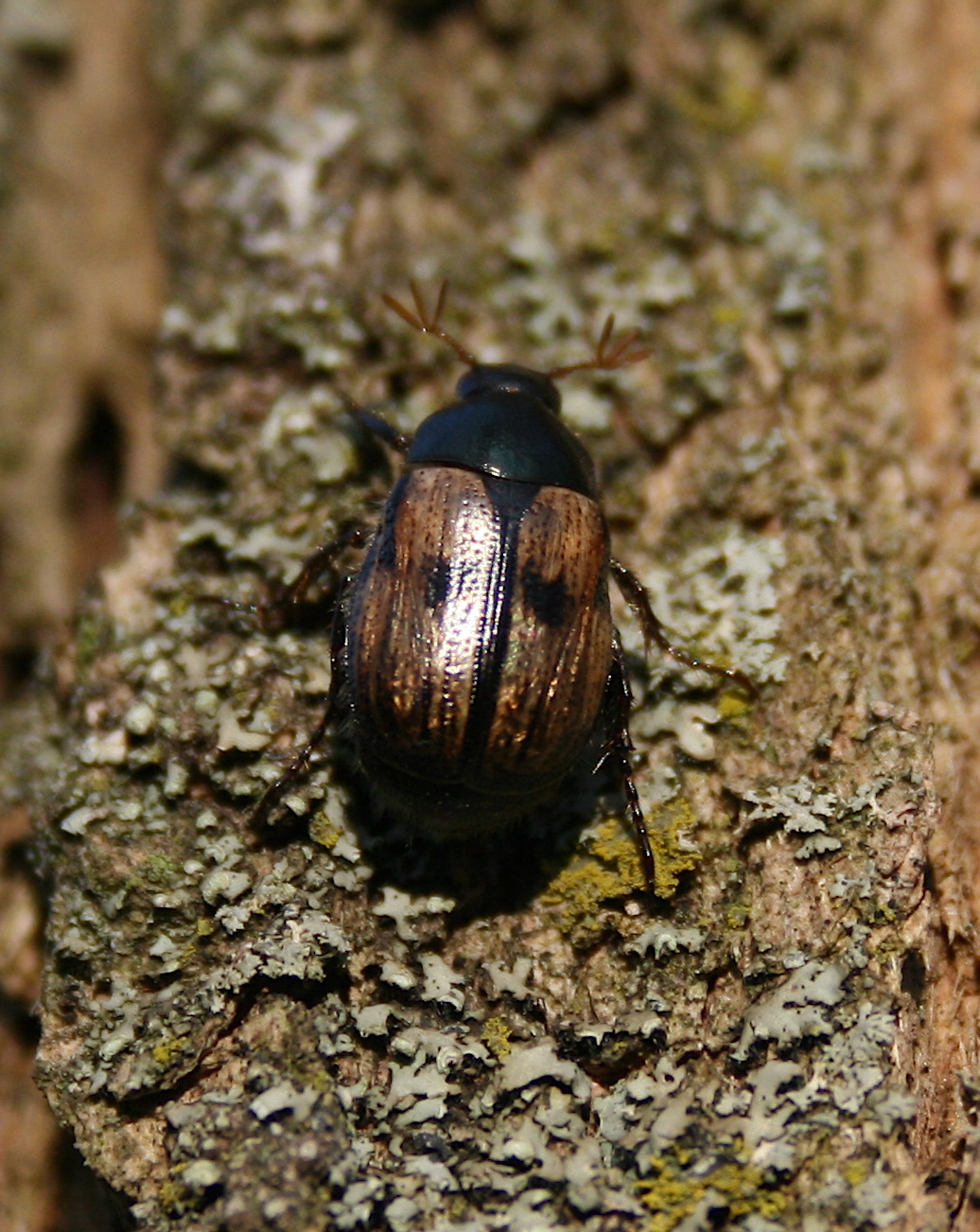
Anomala binotata
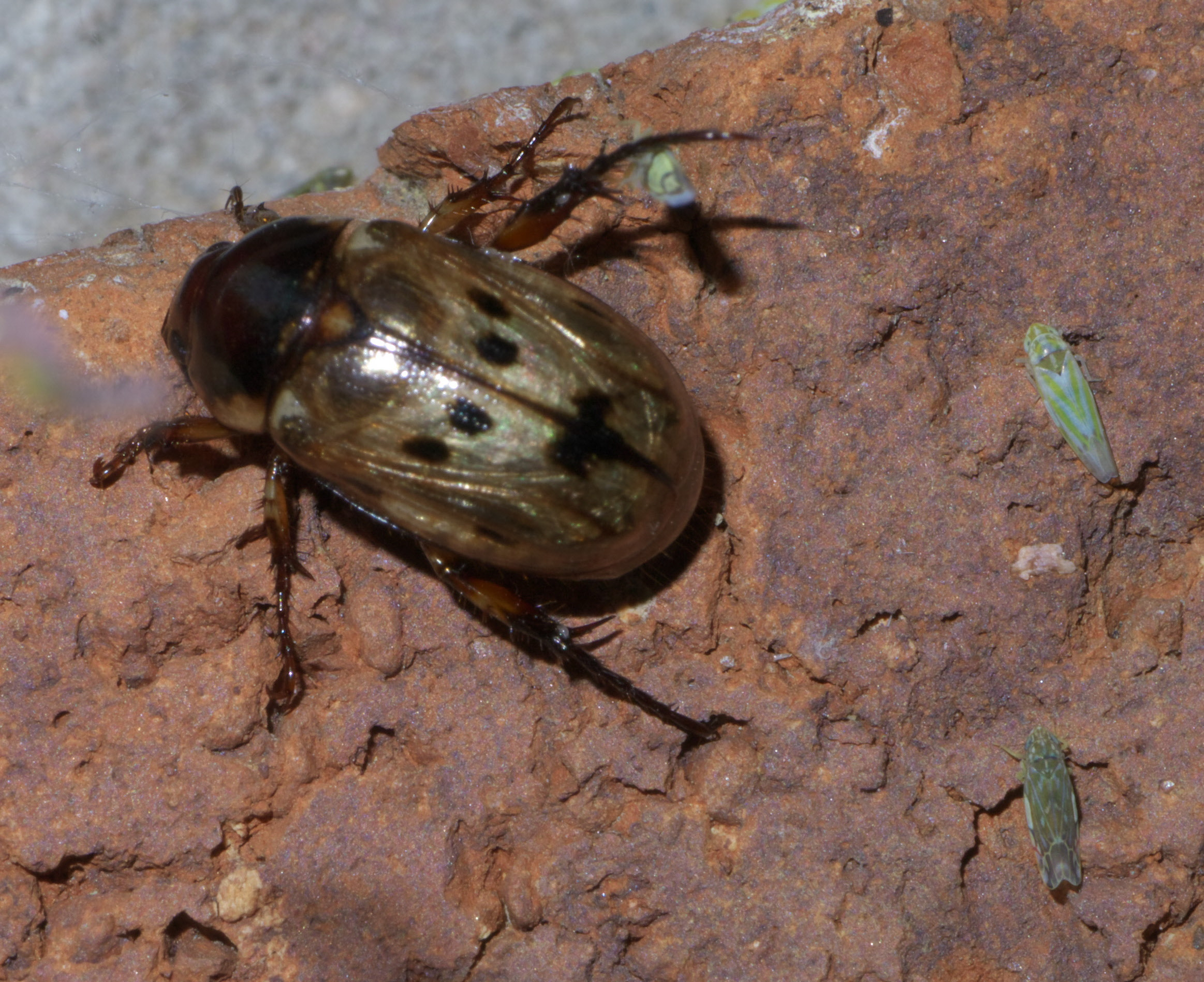
Anomala undulata
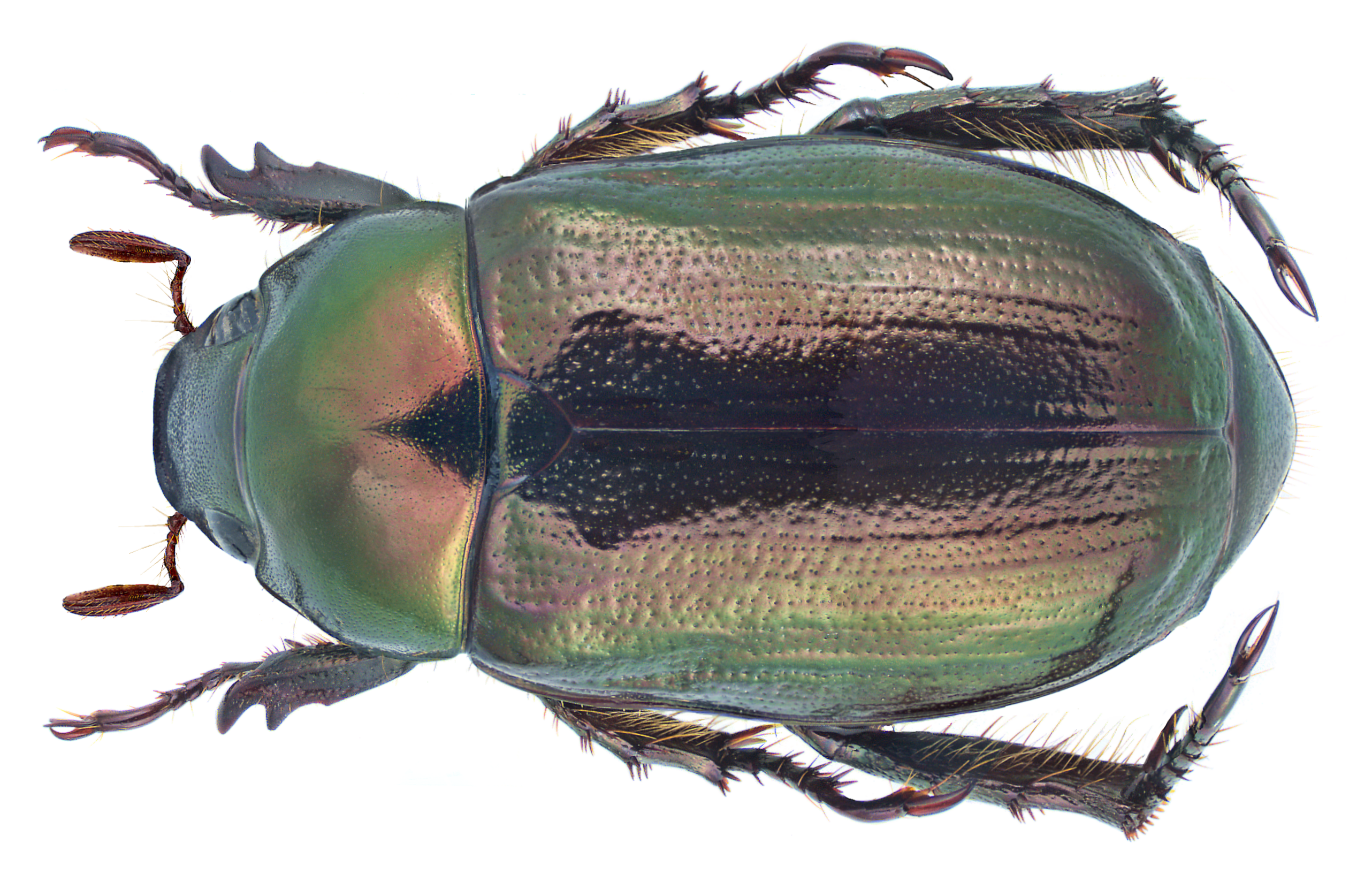
Anomala antigua
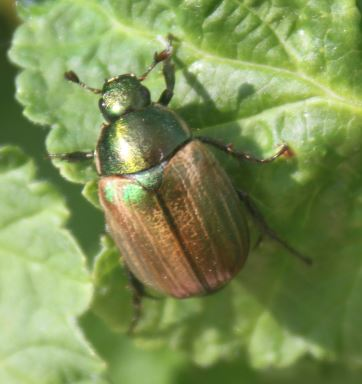
Anomala dubia
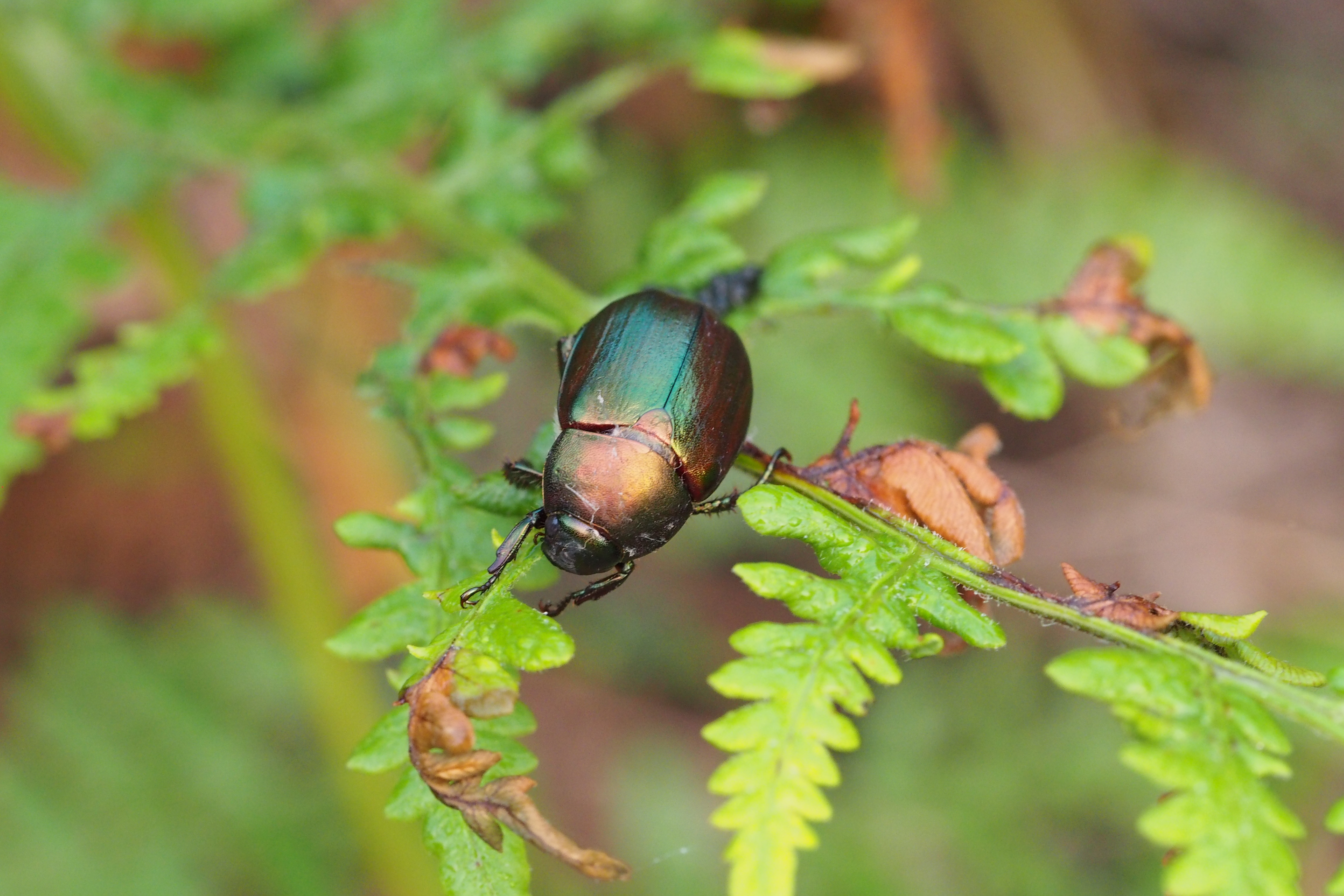
Anomala rufocuprea